# Väster-Vallsjön, Lappland
Väster-Vallsjön är en sjö i Dorotea kommun i Lappland och ingår i Ångermanälvens huvudavrinningsområde. Sjön är 17,5 meter djup, har en yta på 0,522 kvadratkilometer och befinner sig 283 meter över havet.

## Delavrinningsområde
Väster-Vallsjön ingår i det delavrinningsområde (713062-152134) som SMHI kallar för Utloppet av Väster-Vallsjön. Medelhöjden är 339 meter över havet och ytan är 9,19 kvadratkilometer. Det finns inga avrinningsområden uppströms utan avrinningsområdet är högsta punkten. Vattendraget som avvattnar avrinningsområdet har biflödesordning 5, vilket innebär att vattnet flödar genom totalt 5 vattendrag innan det når havet efter 252 kilometer. Avrinningsområdet består mestadels av skog (88 procent). Avrinningsområdet har 0,57 kvadratkilometer vattenytor vilket ger det en sjöprocent på 6,2 procent.